# Ovatà
Ovatà (en rus: Овата) és un poble (un possiólok) de Calmúquia, a Rússia, segons el cens del 2021 tenia 669 habitants. Pertany al districte municipal de Tróitskoie.